# Thôi Thần Hi
Thôi Thần Hi (tiếng Trung: 崔宸曦; bính âm: Cuī Chénxī; sinh ngày 19 tháng 12 năm 2009) là một vận động viên trượt ván người Trung Quốc. Ở tuổi 13, cô đạt huy chương vàng trong nội dung trượt ván đường phố dành cho nữ tại Đại hội Thể thao châu Á lần thứ 19 tổ chức tại Hàng Châu, Chiết Giang, khiến cô trở thành vận động viên đạt huy chương vàng trẻ nhất của Trung Quốc tại Đại hội Thể thao châu Á.

## Sự nghiệp
Thôi Thần Hi bắt đầu trượt patin từ năm 3 tuổi với sự trợ giúp của cha cô, cũng là vận động viên trượt patin. Cô bắt đầu trượt ván vào năm 2020 do bị hạn chế trong thời điểm đại dịch COVID-19 ở Trung Quốc.
Ngày 24 tháng 4 năm 2021, tại Giải trượt ván cổ điển Trung Quốc 2021, Thần Hi xếp thứ nhì với 13,37 điểm. Vào ngày 31 tháng 7 năm 2022, cô giành chức vô địch nữ trong trận chung kết quốc gia của Giải trượt ván cổ điển Weibo 2022. Vào tháng 12 năm 2022, cô xuất hiện lần đầu trong cuộc thi quốc gia môn trượt ván đường phố tại Thế vận hội Mùa hè 2024 và trận thử tài của đội huấn luyện quốc gia Đại hội Thể thao châu Á lần thứ 19 và xếp hạng ba trong nội dung trượt ván đường phố dành cho nữ.
Ngày 1 tháng 2 năm 2023, Thần Hi lọt vào top 32 vòng loại đường phố dành cho nữ tại Giải vô địch thế giới đường trượt ván và công viên 2022 ở Sharjah, UAE. Vào ngày 26 tháng 6, tại Giải trượt ván chuyên nghiệp đường phố thế giới năm 2023 ở Roma, Ý, cô tiến vào tứ kết. Vào tháng 7 năm 2023, cô được chọn vào đội tuyển trượt ván quốc gia Trung Quốc tham dự Đại hội Thể thao châu Á lần thứ 19 tại Hàng Châu, Chiết Giang. Ngày 27 tháng 9, cô đạt huy chương vàng nội dung chung kết trượt ván đường phố nữ tại Đại hội Thể thao châu Á với 242,62 điểm, trở thành vận động viên đạt huy chương vàng trẻ nhất Trung Quốc tại Đại hội Thể thao này.
Vào tháng 12 năm 2023, tại Giải vô địch trượt ván thế giới 2023 ở Tokyo, Nhật Bản, cô xếp vị trí thứ tám.